# Noekk
Noekk – boczny projekt muzyczny Thomasa Helma i Marcusa Stocka założony w 2004 roku. Obaj muzycy współpracowali ze sobą w Empyrium, Sun of the Sleepless i Nachtmahr. Noekk zadebiutowall w barwach Prophecy Productions w 2006 albumem The Water Sprite. Do tej pory nagrał trzy długogrające albumy.
Muzycznie czerpie z wcześniejszych dokonań Empyrium oraz muzyki progresywnej w stylu King Crimson, czy szwedzkiego Landberk, nie stroniąc od starego, klasycznego hard rocka. Teksty dotyczą mistycyzmu natury.

## Dyskografia
- The Water Sprite LP, 2005
- The Grimalkin LP, 2006
- The Minstrel's Curse LP, 2008